# Tarpeia

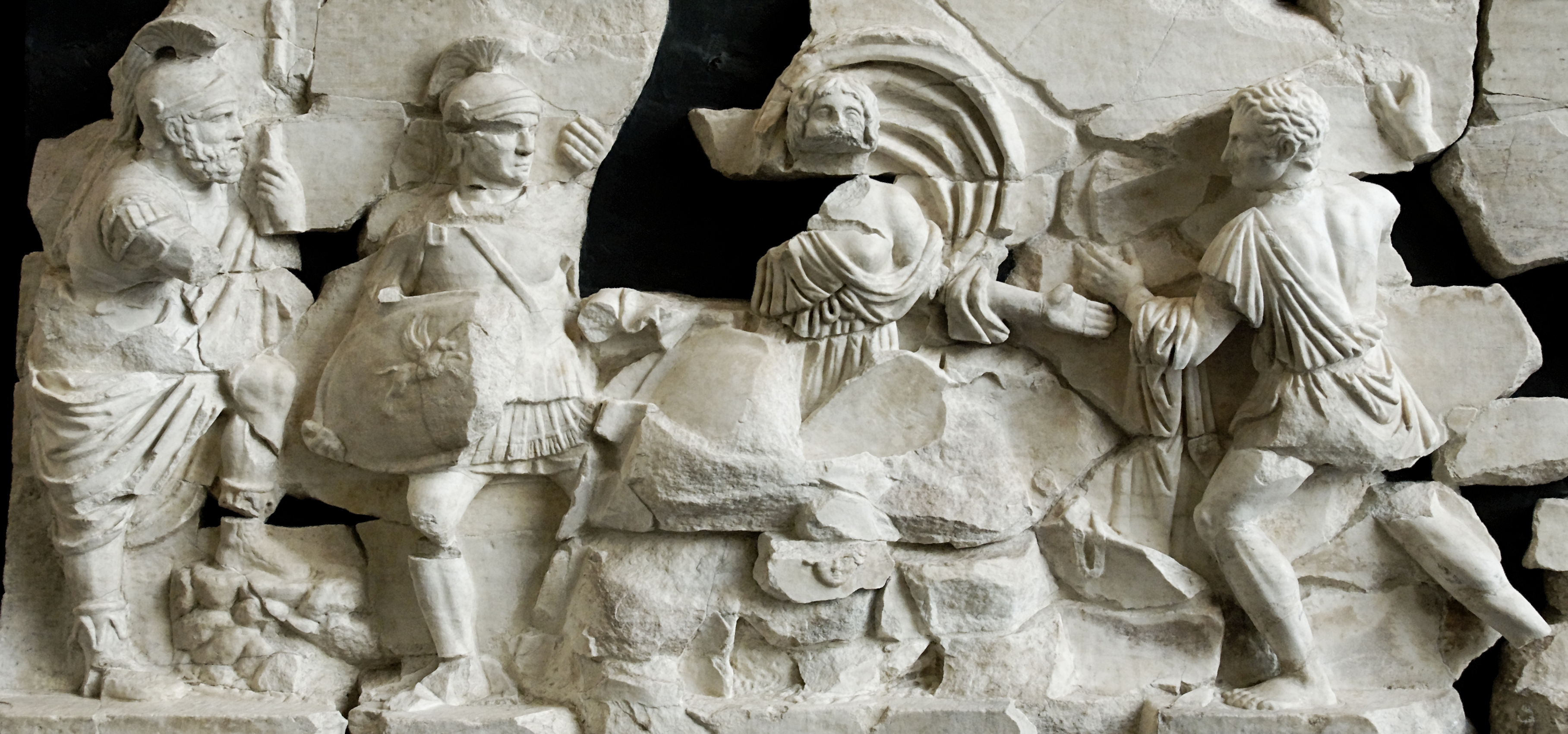
Dood van Tarpeia (fries van de Basilica Aemilia, 1e eeuw).

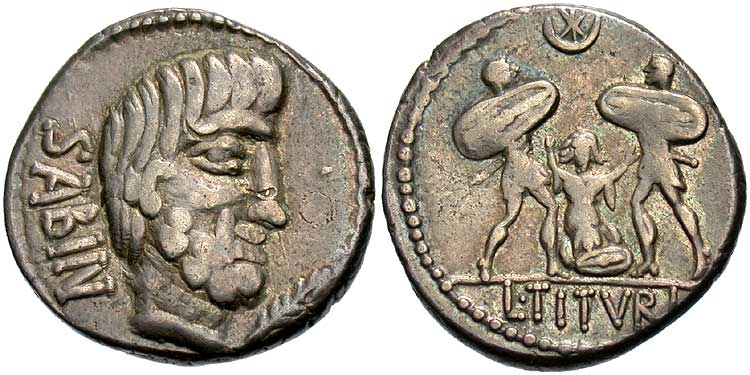
Dood van Tarpeia (op de keerzijde van een republikeinse denarius).

Tarpeia was de dochter van Spurius Tarpeius, de commandant van de citadel van Rome, of - volgens anderen - een Vestaalse Maagd.
Na de Sabijnse maagdenroof wist Titus Tatius, de koning der Sabijnen, Tarpeia over te halen het Sabijnse leger in de stad binnen te laten door een van de stadspoorten te openen. In ruil zou zij alles krijgen wat de Sabijnen aan hun linkerhand droegen: gouden armbanden en ringen. Aan hun linkerhand droegen de Sabijnse soldaten echter ook hun schilden. De verraadster Tarpeia vond de dood, bedolven onder de schilden der Sabijnen: haar bedrog werd door de vijanden van Rome met bedrog terugbetaald. Volgens anderen werd ze ter dood gebracht doordat men haar van een rots op de Capitolijnse heuvel wierp. Die rots heet sindsdien de Tarpeïsche rots.

## Antieke bronnen
- Cassius Dio, fr. I 5.3.
- Dionysius van Halicarnassus, Antiquitates Romanae II 38–40.
- Livius, Ab urbe condita I 11.6–9.
- Ovidius, Fasti I 261–262; Metamorphoses XIV 776.
- Plutarchus, Romulus 17–18.
- Propertius, Elegiae IV 4.
- Valerius Maximus, Facta et dicta memorabilia IX 6 § 1.
- Varro, De lingua latina V 41.
- Vergilius, Aeneïs 8.347